# Schlacht bei Verona
Die Schlacht bei Verona fand im Sommer des Jahres 402 zwischen Truppen des Weströmischen Reiches und den Westgoten unter Alarich I. statt.
Nach der Schlacht bei Pollentia im Frühjahr des gleichen Jahres, die einen taktischen Erfolg für die römischen Truppen unter Stilicho bedeutete, musste sich Alarich zunächst wieder nach Osten zurückziehen. Im Sommer 402 waren seine Truppen aber soweit reorganisiert, dass er einen erneuten Vorstoß wagte, doch dieses Mal waren die Römer besser vorbereitet. Schauplatz der Schlacht war die Gegend um Verona an der Etsch. Sie endete mit einem klaren Sieg Stilichos, doch erneut, wie bereits nach der Schlacht bei Pollentia, verzichtete er darauf, die geschlagenen Westgoten endgültig zu vernichten. Die Westgoten waren zwar zunächst aus Italien zurückgedrängt worden, doch im Jahre 408 wurde Stilicho, der germanischer Herkunft war, vermutlich auf Anordnung von Kaiser Honorius ermordet. Da das weströmische Heer nunmehr ohne einen Feldherrn dastand, der Alarich ebenbürtig gewesen wäre, fiel dieser erneut in Italien ein und krönte seinen Feldzug 410 mit der Plünderung Roms.